# 田中美唯
田中 美唯（たなか みゆ、7月10日 - ）は、日本の女優、声優。レッド・エンタテインメント・デリヴァー所属。岐阜県出身。血液型はA型。
以前はB-Boxに所属していた。

## 出演作品

### テレビアニメ
2000年
- 人造人間キカイダー THE ANIMATION
- NieA_7
- ブギーポップは笑わない Boogiepop Phantom

2002年
- スパイラル －推理の絆－

2004年
- Tactics

### OVA
出演年不明
- 生命合奏曲

### ゲーム
1998年
- つんつん組（トガッ太）

2002年
- 機動新撰組 萌えよ剣

2009年
- 伯爵と妖精
- 麻雀の先生（黄春菊）

### ドラマCD
2003年
- やさしい竜の殺し方

### 吹き替え
- 彼らだけの世界
- 卒業の朝
- バフィー 〜恋する十字架〜
- パワーパフガールズ
- ピアノを弾く大統領

### ナレーション
- サンライズラヂオEX。（提供ナレーション）

### ラジオCM
- アニメイト

### 映画
- 相棒（ボランティア）
- 新宿インシデント
- 252 生存者あり
- パッチギ! LOVE&PEACE（OL）

### テレビ番組
- いつみても波瀾万丈
- ダウンタウンのガキの使いやあらへんで!! 絶対に笑ってはいけない病院24時（2007年年末スペシャル）
- 行列のできる法律相談所
- ザ・ベストハウス123
- ジキル&ハイド 乳歯で寿命が50年延びる!編（母親）
- 日本歴史大賞（勝海舟の娘）
- 天装戦隊ゴセイジャー